# 土耳其非法政党列表
土耳其非法政党列表列出成立于土耳其或主要针对土耳其进行活动的组织，这些组织将自己视为政党，并且无法依据土耳其法律运作。

## 活跃的非法政党
目前被土耳其安全总局反恐和行动部定性为“恐怖组织”的非法政党如下：
- 土耳其共产主义工人党
- 革命人民解放党—阵线
- 毛主义共产党
- 土耳其共产党/马列
- 马列主义共产党
- 土耳其革命共产党
- 库尔德斯坦工人党
- 库尔德斯坦革命党
- 库尔德斯坦民主党/北方（英语：Kurdistan Democratic Party/North）
- 库尔德真主党
- 哈里发国（英语：Caliphate State）
- 大东方伊斯兰袭击者阵线（英语：Great Eastern Islamic Raiders' Front）
- 你好团结组织（土耳其语：Selam Tevhid örgütü）
- 伊扎布特

## 停止活动的非法政党
- 土耳其革命工农党（英语：Revolutionary Workers' and Peasants' Party of Turkey）
- 土耳其人民解放军（英语：People's Liberation Army of Turkey）
- 土耳其人民解放党—阵线
- 土耳其共产主义劳动党（英语：Communist Labour Party of Turkey）
- 土耳其共产党/联盟（英语：Revolutionary Communist Party of Turkey – Socialist Unity）
- 库尔德斯坦伊斯兰党（英语：Islamic Party of Kurdistan）
- 库尔德斯坦伊斯兰运动（英语：Kurdistan Islamic Movement (Turkey)）